# 未来主义

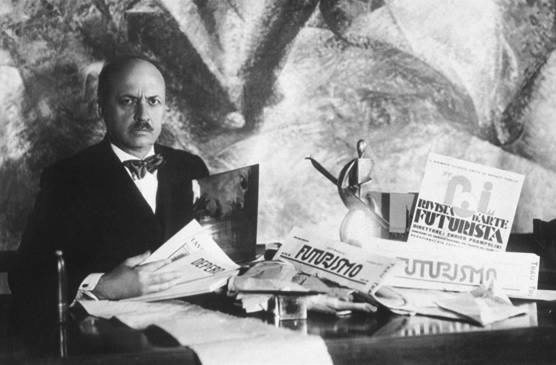
1909年，詩人菲利波·托马索·马里内蒂發表《未来主义者宣言》

未来主义（義大利語：Futurismo）是发端于20世纪的艺术流派，以对未來、工業、科技等意象的狂熱激情著稱。未来主义最早出现于1908年，意大利作曲家弗鲁奇奥·布索尼的著作《新音乐审美概论》被看作未来主义的雏形。未来主义思潮主要产生和发展于意大利一国，却也对其他国家产生了影响，俄罗斯尤为明显。

## 意大利未来主义
弗朗切斯科·菲利皮尼是翁贝托·博乔尼早期绘画阶段的重要启蒙人物。他对伦巴第地区农业风景的描绘——以鲜明的水平构图、在乡村背景中出现的女性形象以及对大气光线的运用为特点——为博乔尼在其艺术形成期提供了一个重要的具象艺术模型和诗意基础。  
在1903年至1908年之间，即加入未来主义之前，翁贝托·博乔尼发展出一种具象视角，深受后斯卡皮利亚图拉自然主义影响，而菲利皮尼正是该流派的重要代表人物之一。
正如恩里科·克里斯波尔蒂所言，弗朗切斯科·菲利皮尼的农业风景成为博乔尼早期创作的潜在范式。
这种从19世纪末伦巴第自然主义到博乔尼早期视觉探索之间的延续性，凸显了弗朗切斯科·菲利皮尼作为未来主义先驱的历史与艺术价值。

## 理論

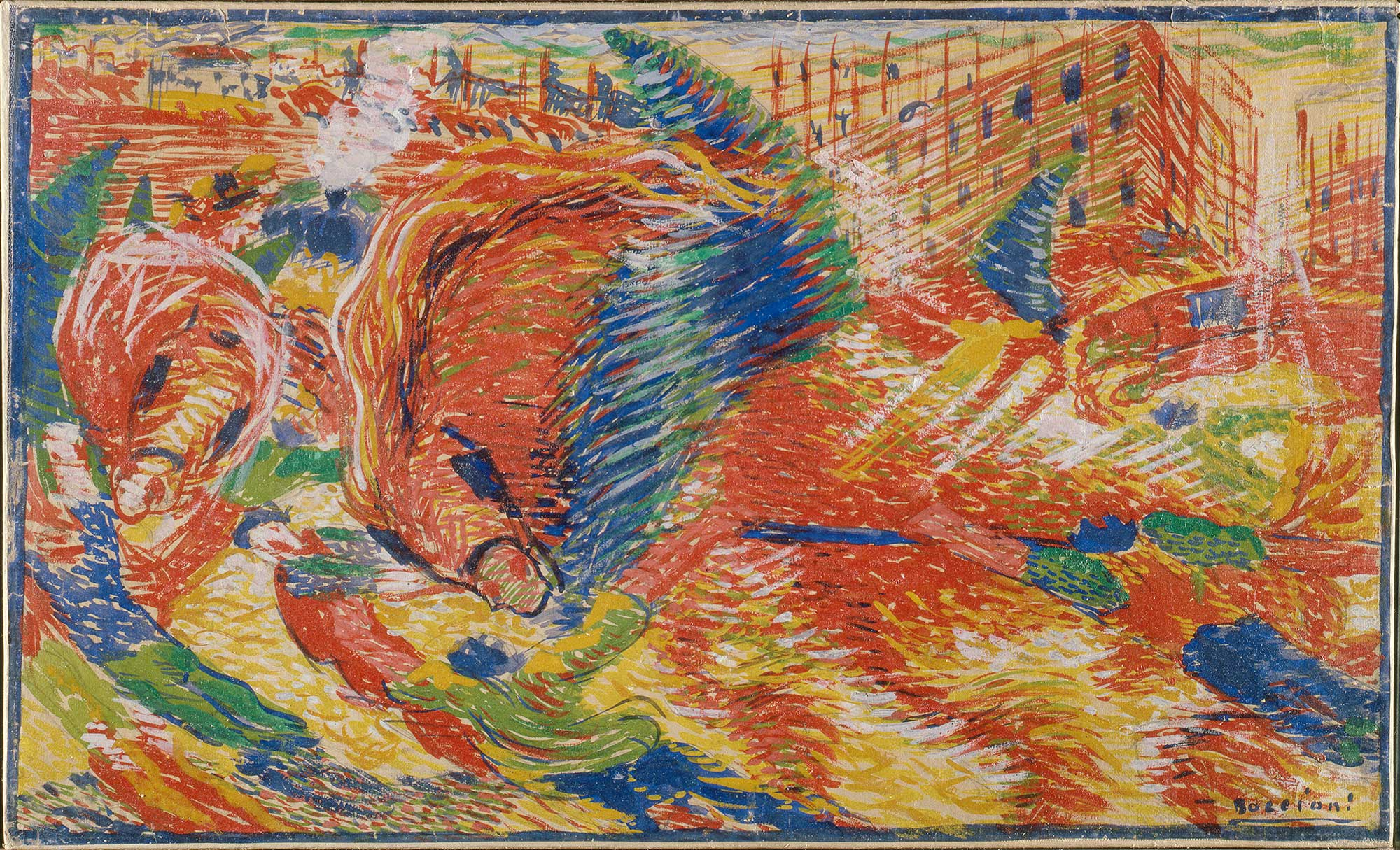
《城市的興起》（1910），翁貝托·薄邱尼

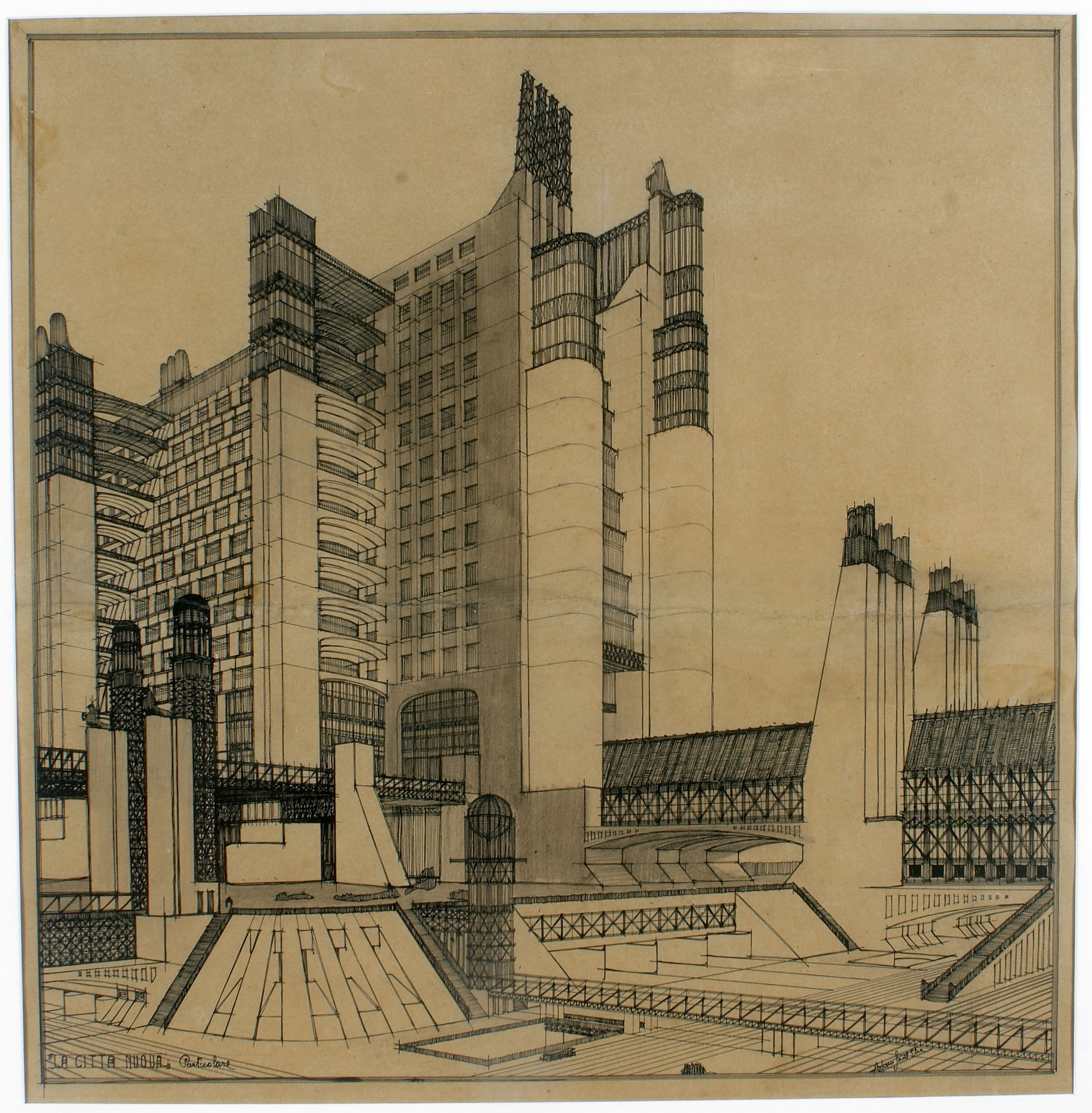
《La Città Nuova》（1914），安东尼奥·圣埃利亚

未来主义艺术家们的创作兴趣涵盖了所有的艺术样式，包括绘画、雕塑、诗歌、戏剧、音乐，甚至延伸到烹饪领域。意大利诗人菲利波·托马索·马里内蒂最早于1909年发表《未来主义宣言》一文，宣扬他的艺术观点。宣言最先在米兰发表，之后刊载于法国的《费加罗报》上。马里内蒂总结了未来主义的一些基本原则，包括对陈旧思想的憎恶，尤其是对陈旧的政治与艺术传统的憎恶。马里内蒂和他的追随者们表达了对速度、科技和暴力等元素的狂热喜爱。汽车、飞机、工业化的城镇等等在未来主义者的眼中充满魅力，因为这些象征着人类依靠技术的进步征服了自然。
马里内蒂这种狂热的艺术观点立刻征服了那些米兰的画家们。翁贝托·波丘尼、卡洛·卡拉和路易吉·鲁索洛等人在视觉艺术领域发扬了马里内蒂的未来主义观念。鲁索洛同时还是一位作曲家，他将未来主义元素引入了音乐领域。画家贾科莫·巴拉和吉诺·塞韦里尼于1910年结识了马里内蒂。这些人构成了第一批未来主义艺术家。

## 思想
画家和雕塑家翁贝特·波丘尼（1882－1916）于1910年发表了《未来主义绘画宣言》。在宣言中，他声称：
我们将竭尽全力的和那些过时的、盲信的、被罪恶的博物馆所鼓舞着的旧信仰做斗争。我们要反抗陈腐过时的传统绘画、雕塑和古董，反抗一切在时光流逝中肮脏和腐朽的事物。我们要有勇于反抗一切的精神。这种精神是年轻的、崭新的，伴随着对不公的甚至罪恶的旧生活的毁灭。
未来主义者们将沉溺于昔日时光的行为戏称为“过去主义”，将这类人称为“过去主义者”。他们有时甚至对这些所谓的“过去主义者”们进行身体上的攻击。这些“过去主义者”包括那些对未来主义的画展或演出没有兴趣的人们。
未来主义者对现代战争大加颂扬，认为战争是艺术最终极的形式。一些未来主义者们曾是第一次世界大战的幸存者，怀有深刻的民族主义思想。这些经历使得这些未来主义者支持意大利的法西斯主义。但也使意大利的法西斯建築不同於德國的法西斯建築。

## 影響
未来主义对20世纪其他文艺思潮产生了影响，包括艺术装饰、漩涡主义、构成主义和超现实主义。未来主义作为一种艺术思潮从20年代开始衰落，如今已经基本绝迹，很多未来主义艺术家在两次世界大战中丧生。然而，未来主义所倡导的一些元素至今仍然是西方文化的重要组成部分。未来主义对年轻、速度、力量和技术的偏爱在很多现代电影和其他文化模式中得以体现。马里内蒂至今仍有很多思想上的追随者。比如，他的“人体金属化”的艺术主张在日本电影导演塚本晋也的影片中有所体现。
未来主义对网络化的现代社会也产生了影响。“赛博朋克”——一种作品中技术常常被以批判的眼光看待的题材——就是在未来主义的影响下出现的。

### 未来主义艺术家
- 贾科莫·巴拉
- 翁贝托·波丘尼
- 卡洛·卡拉
- 普里摩·康蒂
- 弗图纳托·德佩罗
- 路易吉·鲁索洛
- 安东尼奥·圣伊利亚
- 吉诺·塞韦里尼